# Virgin Unite
Virgin Unite – nazwa robocza The Virgin Foundation, charytatywnego oddziału Virgin Group. Fundacja powstała we wrześniu 2004 z inicjatywy pracowników Virgin i samego założyciela grupy – Richarda Bransona. Virgin Unite skupia wolontariuszy z grupy Virgin oraz spośród jej współpracowników, by wesprzeć wysiłki mniejszych organizacji charytatywnych działających u podstaw. Współpracując z ponad 12 organizacjami na świecie, zapewnia wsparcie w Internecie, udostępniając swoje strony jako centrum do składania datków.
Głównym celem fundacji jest wspieranie pozytywnych zmian poprzez ekonomiczny rozwój, w ten sposób możliwe ma być rozwiązywanie problemów społecznych i ekologicznych. Branson i Virgin w całości pokrywają koszty operacyjne organizacji, dzięki temu wszystkie wpłaty darczyńców są przekazywane na cele charytatywne.

## Historia

### Działalność od 1987 do 2004 roku
W 1986 doniesiono, że trzy do pięciu milionów Amerykanów będzie zarażonych wirusem HIV, a milion umrze z powodu AIDS do 1996 roku. W odpowiedzi na te doniesienia, 3 sierpnia 1987 roku, Virgin stworzyło fundację charytatywną nazwaną The Healthcare Foundation. Miała ona prowadzić badania i edukować na temat AIDS. W lipcu 1988 cele fundacji zostały rozszerzone, by objąć również walkę z biedą i inne wsparcie dla osób niepełnosprawnych lub pokrzywdzonych.

### Virgin Unite od 2004 roku
W roku 2003, po sześciu miesiącach rozmów z różnymi grupami społecznymi, dostawcami i partnerami Virgin Group, jak i pracownikami organizacji w Republice Południowej Afryki, Australii, Stanach Zjednoczonych i Wielkiej Brytanii, zarządzający fundacją doszli do wniosku, że wiele osób i firm jest zniechęcanych do uczestnictwa w działalności filantropijnej przez skomplikowanie sektora charytatywnego. Fundacja zdecydowała zatem, że wykorzysta doświadczenie korporacyjne i organizacyjne pracowników Virgin do zidentyfikowania najlepszych praktyk w tym sektorze by wspomagać angażowanie nowych członków.
Pomiędzy rokiem 1987 i 2004, Virgin Unite działało jako The Healthcare Foundation, a później The Virgin Healthcare Foundation. W połowie września 2004, w Virgin podjęto decyzję, że The Virgin Foundation będzie funkcjonować pod nazwą Virgin Unite w Wielkiej Brytanii i będzie koordynować wszelkie charytatywne działania podejmowane przez Virgin na całym świecie. Odnosząc się do problemów związanych z wirusem HIV, malarią i niedożywieniem w Afryce, Branson wyjaśniał motywy stojące za stworzeniem Virgin Unite:
"Osiągnąłem wiek [54] w którym zarobiłem dużo pieniędzy, firmy działają naprawdę dobrze i mamy bardzo wielu zdolnych ludzi pracujących dla nas. Teraz zamierzamy wykorzystać nasze umiejętności biznesowe by okiełznać światowe problemy, na które możemy mieć wpływ. W kolejnych 30 latach możemy wywołać potężną zmianę w życiach wielu ludzi, tylko poprzez użycie nazwy naszej marki i to, że mamy możliwość podniesienia słuchawki i przebicia się do prezydenta Nigerii lub Thabo Mbeki. Posiadamy zasoby finansowe i biznesowe know-how. Jeżeli fundacja Virgin będzie działać tak jak na to liczę, Virgin stanie się bardziej znane ze względu na jej działalność, niż biznes, w którym działamy."

## Marka
Virgin Unite zachęca pracowników firm należących do Virgin Group do ofiarowania raczej swojego czasu niż pieniędzy na rzecz jednego z dwunastu charytatywnych partnerów. Koncepcja wprowadzenia marki zawierała hasło: „Spędź trochę czasu ze swoją lepszą częścią”.  Broszury, plakaty i przedmioty promocyjne przedstawiały zestawienie siedmiu grzechów głównych z siedmioma dobrymi uczynkami. Według Virgin Unite, takie podejście jest podyktowane zasadą, że należy dobrze się bawić, cieszyć rzeczywistością, jednocześnie poświęcając część wolnego czasu w słusznej sprawie.

## Działalność na świecie
W 2006 roku, Virgin Unite rozpoczęło działalność w USA i Kanadzie, a obecnie działa również w Republice Południowej Afryki i Australii.

## Aktywność
Fundacja jest zaangażowana w między innymi walkę z przetoką dróg rodnych, edukację na temat AIDS, zbiórkę ubrań organizowaną w sklepach Virgin Megastores na rzecz bezdomnej i zagrożonej młodzieży (we współpracy ze StandUp For Kids). Główną działalnością Virgin Unite jest zbiórka pieniędzy i budowanie globalnej świadomości na temat tak zwanej The Big 3: AIDS, HIV i malarii/gruźlicy. W Stanach Zjednoczonych fundacja skupia się na globalnym ociepleniu i resocjalizacji bezdomnych dzieci. Od 2007 roku Virgin Unite organizuje w Los Angeles galę o nazwie „Rock the Kasbah” połączoną ze zbiórką pieniędzy.